# Victoria Harbour

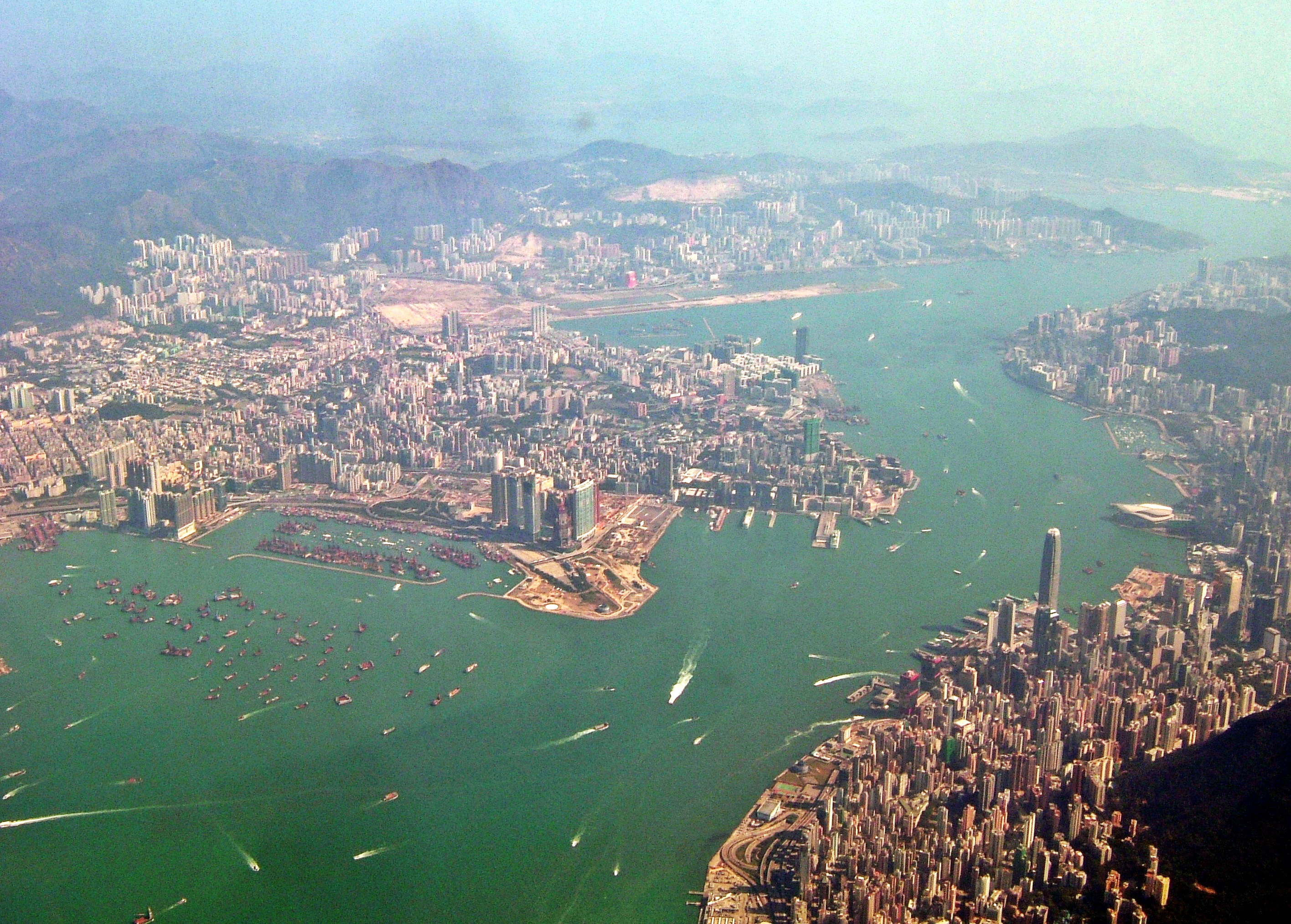
Kowloon links, Hong Kong Island rechts

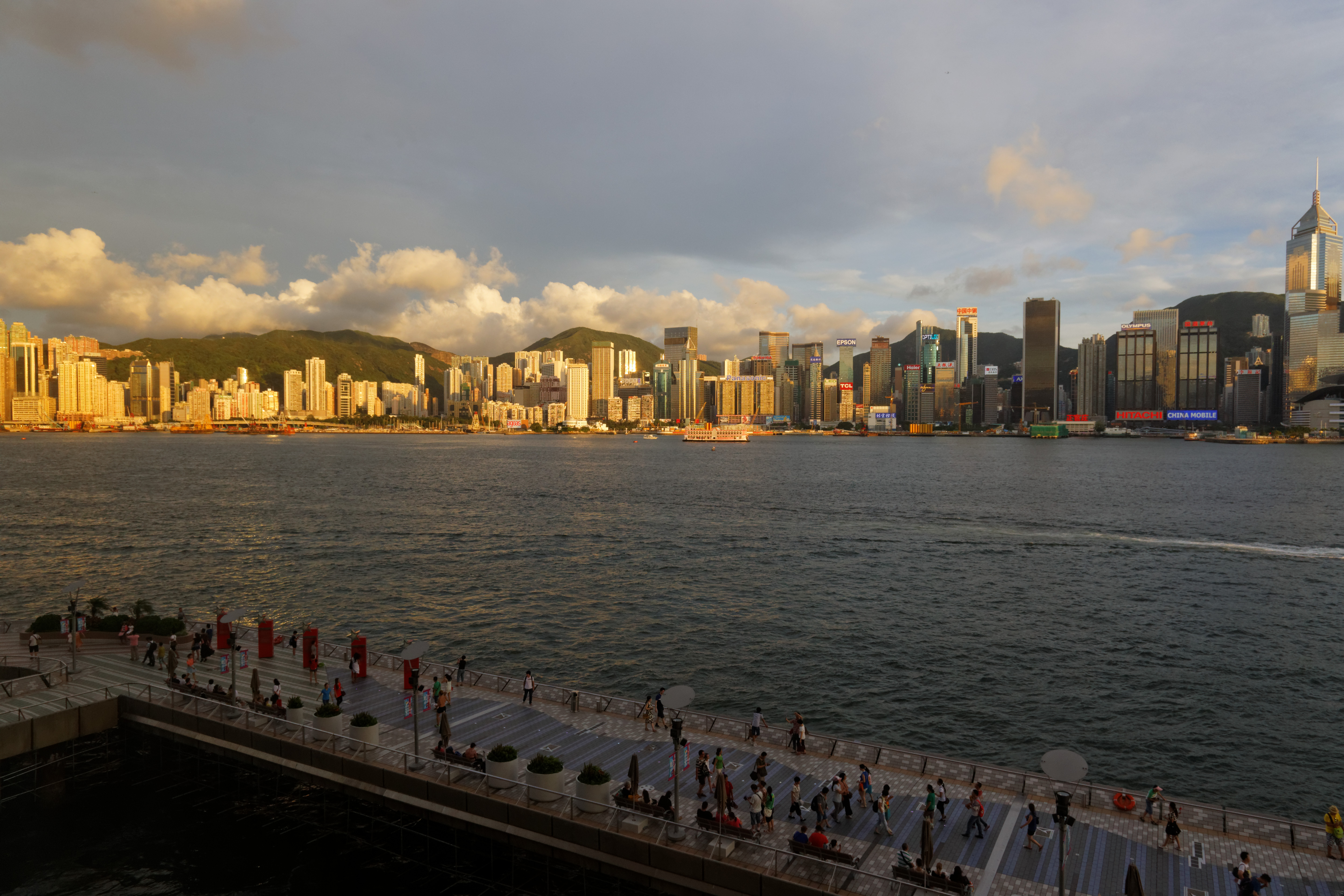
Zicht op Hong Kong Island bij zonsondergang

Victoria Harbour is een natuurlijke haven in Hongkong gelegen tussen Hong Kong Island en Kowloon. De diepe, beschutte wateren en de strategische ligging van de haven aan de Zuid-Chinese Zee vormden de basis voor de vestiging van Hongkong als Britse kroonkolonie en de daaropvolgende ontwikkeling als handelscentrum. De vroegere Hong Kong Harbour kreeg zijn huidige naam ter ere van Queen Victoria na de kolonisatie in de 19e eeuw volgend op de verovering tijdens de Eerste Opiumoorlog in 1841 en de overdracht van het eiland na het Verdrag van Nanking in 1842 en een deel van Kowloon na de Tweede Opiumoorlog in 1860.
In de loop van zijn geschiedenis werden aan de haven aan beide kusten tal van landaanwinningsprojecten uitgevoerd, waarvan vele de afgelopen jaren tot controverse hebben geleid. Er is de milieu-impact als effect van deze uitbreidingen, in termen van waterkwaliteit en verlies van natuurlijke habitat. Tegenstanders stellen ook dat de voordelen van landaanwinning minder kunnen zijn dan de effecten van een afgenomen havenbreedte, wat van invloed is op het aantal schepen dat door de haven vaart. Desalniettemin behoudt Victoria Harbour zijn basisrol nog steeds als een haven voor duizenden internationale schepen per jaar.
De haven is een belangrijke toeristische attractie van Hongkong. Liggend in het midden van de dichtbewoonde stedelijke regio van het grondgebied, is de haven de plaats van jaarlijkse vuurwerkshows en de promenades rond de haven zijn geliefde locaties voor toeristen en inwoners.
De haven heeft een wateroppervlakte van 41,88 km². Tot de eilanden in de haven behoren Green Island, Little Green Island, Kowloon Rock en Tsing Yi Island. In de haven liggen sinds 1972 nog delen van het wrak van de RMS Queen Elizabeth.